# 森田茂 (洋画家)
森田 茂（もりた しげる、1907年（明治40年）3月30日 - 2009年（平成21年）3月2日）は、茨城県出身の、日本の洋画家。

## 人物・来歴
茨城県真壁郡下館町（現在の筑西市）に生まれ、東京都に住んでいた。文化勲章受章、日本芸術院会員、日展顧問、東光会会長、茨城県名誉県民、豊島区名誉区民、筑西市名誉市民。
原色を多用し、色を塗ったというより絵具を擦り付けたという様な、力強い筆致の重厚な画風が特徴である。初期の作品は、人形や人物の絵が多いが、1965年（昭和40年）の東南アジア巡遊後は風景画も多く描くようになる。1966年（昭和41年）に偶然目にした山形県羽黒山地方の郷土芸能である黒川能に強く惹かれ、この黒川能を描き続けることをライフワークにしており、このシリーズの中の一作で1970年（昭和45年）の日本芸術院賞を受賞している。その他、舞妓を描いたシリーズなどもある。

## 略年譜
- 1925年（大正14年） 茨城県師範学校本科第二部（現在の茨城大学）を卒業。真壁郡大田尋常高等小学校（現在の筑西市立大田小学校）の教員となり、子供たちに絵画を教える
- 1926年（大正15年） 第3回白牙会展に『静物』が入選
- 1928年（昭和3年） 大田尋常高等小学校を退職。画家を志し上京する
- 1931年（昭和6年） 同じ茨城県出身の熊岡美彦が開設した熊岡洋画研究所に入所
- 1932年（昭和7年） 飛騨高山に写生旅行
- 1933年（昭和8年） 第1回東光展に『白衣』が入選
- 1934年（昭和9年） 第15回帝展に『神楽獅子の親子』が初入選。第2回東光展に『稽古』が入選
- 1935年（昭和10年） 第1回大東会絵画展に『飛騨祭』が入選
- 1936年（昭和11年） 文部省美術展覧会鑑査展に『飛騨広瀬の金蔵獅子』が入選
- 1938年（昭和13年） 東光会会員となる。第2回新文展で『金蔵獅子』が特選
- 1946年（昭和21年） 第2回日展に『阿波人形』が入選
- 1956年（昭和31年） 日展審査員、東光会委員
- 1962年（昭和37年） 日展評議員
- 1966年（昭和41年） 第9回新日展で『黒川能』が文部大臣賞受賞
- 1970年（昭和45年） 第1回改組日展出品作品『黒川能』が日本芸術院賞受賞[5]
- 1971年（昭和46年） 日展理事
- 1975年（昭和50年） 日展監事
- 1976年（昭和51年） 日本芸術院会員
- 1977年（昭和52年） 勲三等瑞宝章、日展常務理事
- 1980年（昭和55年） 東光会初代理事長
- 1982年（昭和57年） 日展顧問
- 1989年（平成元年）文化功労者
- 1992年（平成4年） 下館市名誉市民に推挙（合併に伴い、現在は筑西市名誉市民）[6]
- 1993年（平成5年） 文化勲章受章、茨城県名誉県民に推挙[7]
- 2007年（平成19年） しもだて美術館および茨城県近代美術館において100歳記念展開催
- 2009年（平成21年） 肺炎のため東京都中央区の聖路加国際病院で死去[2]。101歳没